# Дейнека Василь Степанович
Василь Степанович Дейнека (28 грудня 1949, Бодаква — 17 лютого 2014, Київ) — український учений у галузі кібернетики, доктор фізико-математичних наук (1991 р.), професор (1995 р.), академік НАН України (2006). Заслужений діяч науки і техніки України (2007), лауреат Державної премії України в галузі науки і техніки (1999, 2005). Академік-секретар Відділення інформатики НАН України. Удостоєний премій ім. С. О. Лебедєва (1997), ім. В. М. Глушкова (2005), ім. В. С. Михалевича (2009) та ім. А. О. Дородніцина (2013); нагороджений Почесною грамотою Кабінету Міністрів України (2003).

## Життєпис
Народився у селі Бодаква Лохвицького району Полтавської області України. У 1967 році закінчив Червонозаводську середню загальноосвітню трудову політехнічну школу № 1 Лохвицького району Полтавської області. За відмінні успіхи у навчанні, праці та зразкову поведінку нагороджений Золотою медаллю.
По закінченні середньої школи (1967) у 1967—1968 роках навчався на фізико-математичному факультеті Ужгородського університету, а потім (1968—1972) — на механіко-математичному факультеті Харківського університету.
У 1974—1977 роках навчався в аспірантурі Інституту кібернетики АН УРСР. У подальшому став молодшим науковим співробітником Кібернетичного центру — Спеціального конструкторського бюро математичних машин і систем.
1980 року Василь Степанович захистив кандидатську, а 1991 — докторську дисертацію.
У 2000 році обраний членом-кореспондентом НАН України.
Обраний дійсним членом НАН України 6 травня 2006 за спеціальністю математичне моделювання в екології. У квітні 2011 р. Василь Степанович був обраний академіком — секретарем Відділення інформатики НАН України.
Читав лекції на кафедрі обчислювальної математики механіко-математичного факультету Київського університету.

## Наукова діяльність
В. С. Дейнека отримав важливі наукові та науково-практичні результати в галузі системного аналізу складних багатокомпонентних систем різної природи. Він побудував нові класи крайових і початково-крайових математичних задач у частинних похідних. На основі використання класів розривних функцій методу скінченних елементів для згаданих класів задач побудовано обчислювальні алгоритми підвищеного порядку точності.
Ці дослідження є фундаментальними результатами світового значення і становлять фундамент нової інформаційної технології високоточного комп'ютерного моделювання різноманітних процесів, що відбуваються в багатокомпонентних середовищах. Теоретичні відкриття Василя Степановича впродовж останніх 25 років широко застосовуються в автоматизованих діалогових комп'ютерних системах САРПОК, НАДРА, DIFUS та в потужній інформаційній технології НАДРА-3D аналізу складних процесів у тривимірних (просторових) багатокомпонентних середовищах за допомогою суперкомп'ютерів серії СКІТ для розв'язання проблем екології, будівництва, машинобудування та ін.
Опублікував понад 380 наукових праць та 11 монографій. Був членом редколегії наукових журналів «Вісник Національної академії наук України», «Комп'ютерна математика» та інших. Крім цього реферував статті для міжнародного реферативного журналу «Mathematical Reviews».
Під керівництвом В. С. Дейнеки захищено 10 кандидатських дисертацій (до 2009). Його учні відзначені щорічними Преміями Президента України для молодих учених та Преміями Президії НАН України для молодих учених і студентів.

## Відзнаки
Лауреат Державної премії України в галузі науки і техніки (у колективі авторів): 1999 року — «За цикл монографій з методів системного аналізу та інформаційних технологій управління процесами і полями»; 2005 року — «За цикл монографій „Розробка нових математичних моделей, методів та інформаційних технологій для розв'язування задач трансобчислювальної складності“».
Удостоєний премій НАН України: ім. С. О. Лебедєва (1997), ім. В. М. Глушкова (2005), ім. В. С. Михалєвича (2009) та ім. А. О. Дородніцина. Нагороджений Почесною грамотою Кабінету Міністрів України (2003).
У 2008 р. В. С. Дейнеці присвоєно звання «Заслужений діяч науки і техніки України».

## Вшанування

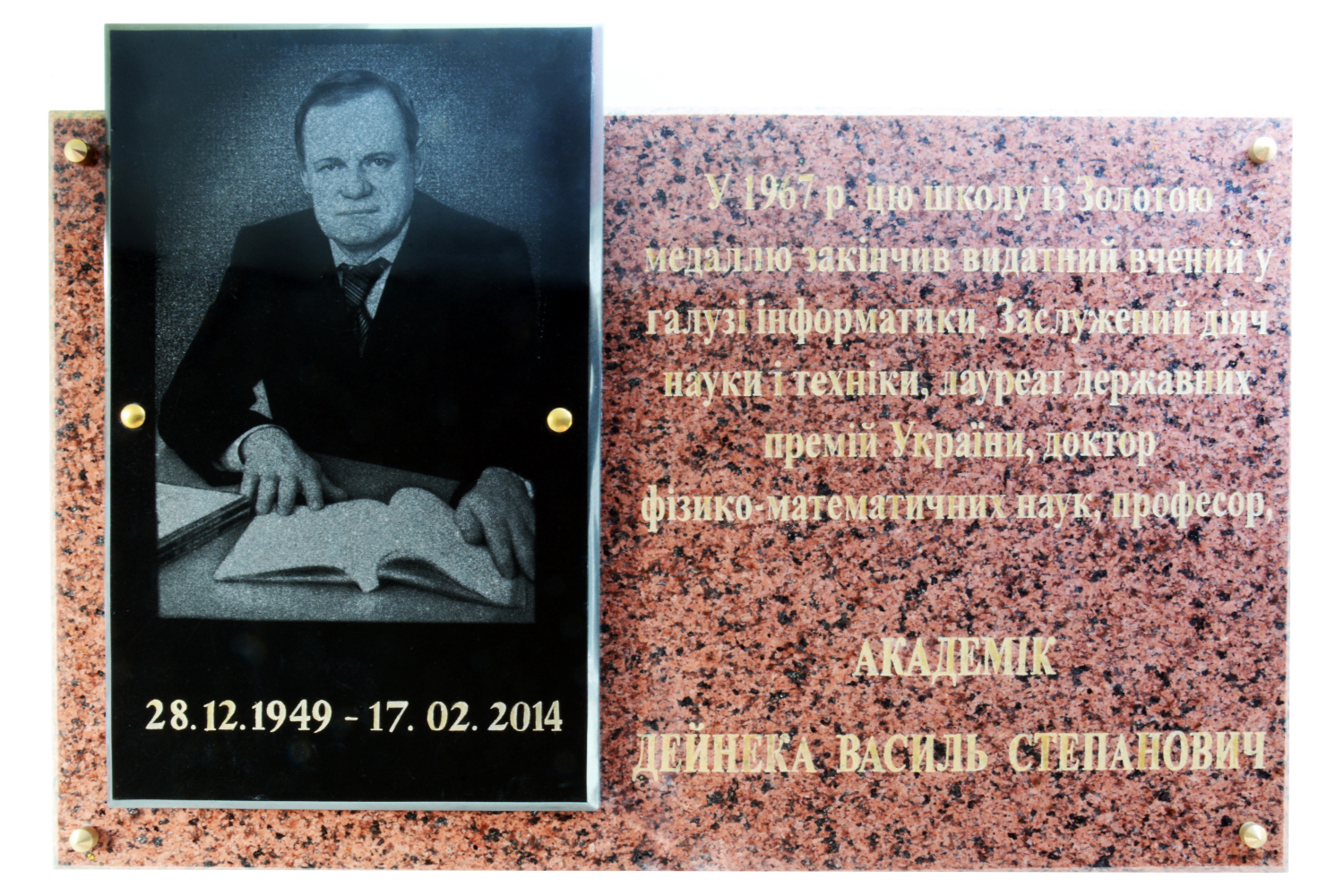
Меморіальна дошка Василю Степановичу Дейнеці у Червонозаводській школі № 1 Лохвицького району Полтавської області

17 квітня 2015 року у Червонозаводській школі № 1 Лохвицького району Полтавської області громадськість міста урочисто відкрила меморіальну дошку Василю Степановичу Дейнеці. Крім того, Червонозаводська міська рада обрала його почесним громадянином свого міста.